# Angé
Angé – miejscowość i gmina we Francji, w Regionie Centralnym, w departamencie Loir-et-Cher.
Według danych na rok 1990 gminę zamieszkiwało 751 osób, a gęstość zaludnienia wynosiła 43 osoby/km² (wśród 1842 gmin Regionu Centralnego Angé plasuje się na 518. miejscu pod względem liczby ludności, natomiast pod względem powierzchni na miejscu 770.).